# 抑揚五步格
抑扬五步格（英語：iambic pentameter），又译为五步抑扬格、抑扬格五音步，是一种用于传统英文诗歌和诗剧的音步。音步是诗行中按一定规律出现的轻音节和重音节的不同组合成的韵律最小的单位。而抑扬格音步则由两个音节组成，前者为轻，后者为重。一个句子里若有五个音步，则称为五步。威廉·莎士比亚在他的戏剧和十四行诗中大量的使用了抑扬格五音步。

## 特点
1. 每一行诗有十个音节。
2. 每十个音节中分五个音步。
3. 每一个音步有两个音节，前者轻，后者重。

比如莎士比亚十四行诗第十八首：
```
  *   /  *  /     *   /    *  /   *     /
Shall I| compare| thee to| a Sum|mer's day?

```

```
 *  /    *   /    *    /      *  /      *   / 
So long| as men| can breathe| or eyes| can see,

```

（* = 轻音、/ = 重音）